# 鼻眼鏡

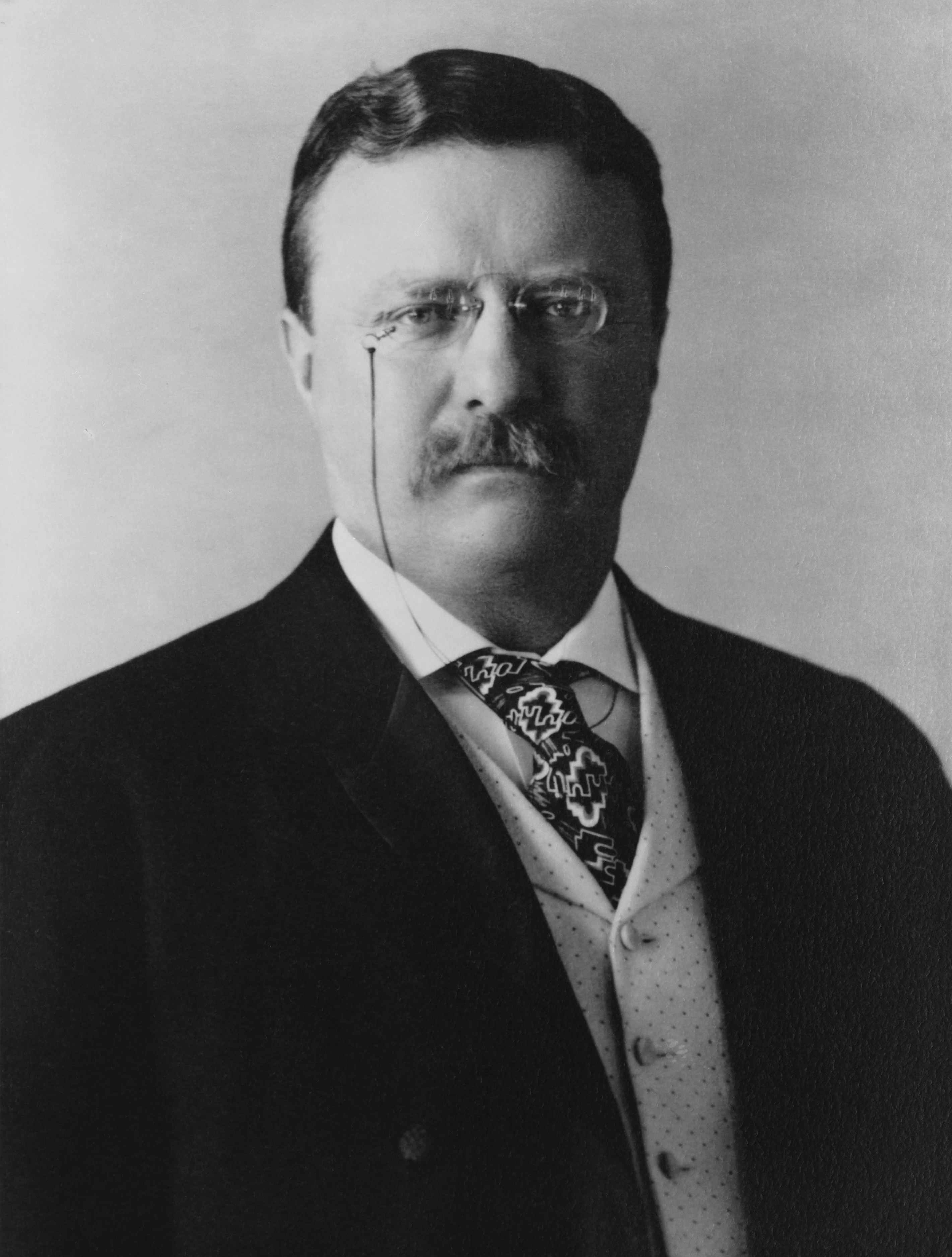
C-ブリッジ型の枠無し鼻眼鏡を紐を付けて着用している セオドア・ルーズベルト

鼻眼鏡（はなめがね）とは、耳当てのテンプル（ツル）がなく、鼻を挟むことでかける型の眼鏡である。19世紀から20世紀初頭の欧米で流行した眼鏡の種類で、フィンチ型とも呼ばれる。
英語で鼻眼鏡はパンスネ pince-nez とも呼ばれるが、語源はフランス語で鼻を挟むという意味である。今日の英語で アイグラシズ eyeglasses と スペクタクルズ spectacles は眼鏡を指す同義語であるが、鼻眼鏡の流行期に刊行された眼鏡商向けの書籍やカタログでは鼻眼鏡をアイグラシズ、耳かけはあるが鼻当てのない現代でいう一山をスペクタクルズと呼び分けていた。
鼻眼鏡には落下防止の紐や鎖をつけることがあった。二枚のレンズのうち、右側だけに紐や鎖を付けるのが一般的だった。
耳にかけない点や紐や鎖をつけることがある点は片眼鏡と共通するが、片目でなく両目にかける点が異なる。
以下、本項では耳に掛ける眼鏡を耳掛眼鏡と呼ぶ。

## 歴史
眼鏡が発明された当初には耳にかけるテンプルがなく、いわば鼻眼鏡は眼鏡の原型である。テンプルが発明されるのは眼鏡が発明されてから500年近くも経った1700年代のことだった。テンプルの発明された後も鼻眼鏡はすぐに消え去ったわけではなく、長く耳掛眼鏡と併存した。15世紀から17世紀の間に一般庶民に徐々に浸透し、1840年代に現代的な鼻眼鏡が登場した。
1880年から1900年にかけては鼻眼鏡が大流行した。テンプルが発明されて長い年月が経ったのちに鼻眼鏡が流行した歴史を、眼鏡業界誌の『20/20』は2012年の記事で振り返って、自動車のゴム製タイヤが見栄えのために取り除かれ鉄の車輪に戻されたような奇妙な出来事だと評し、その理由を眼鏡の必要性を軽く見せたい気持ちと、自分の鼻に合わせて特注された金銀の細工をステータスシンボルとしたい気持ちの二点で説明した。目立つ眼鏡が嫌われた当時にあって、ファッション誌も鼻眼鏡を使うことを勧めていた。ジェシカ・グラスコックによれば、19世紀の写真に写った女性参政権運動家の女性たちが鼻眼鏡をかけていたのは、眼鏡が知識と力の象徴だと考えられていたからだという。
初期は金属製のリム（眼鏡の枠）だったが、次第に枠無し (Rimless) のもの、さらにセルロイド製のものが登場してきた。銀（スターリングシルバー）製のもの、鼈甲製のものも存在した。1879年にニューヨークの眼鏡商が発行したカタログでは、鉄製、鼈甲製、ゴム製、金メッキ、銀製、金製の順に鼻眼鏡が紹介され、金メッキ以降が際立って高く値付けられていた。鼈甲製は鉄製やゴム製と並んで安価であった。鼻パッドは、初期はブリッジと一体化された金属製のもの、あるいはコルクを貼り付けたものだったが、後年にはセルロイドを添付したものや落下を防ぐために粘着性にしたのものが作られた。
20世紀初頭に検眼の発展により近視や乱視を矯正する処方が増えると、レンズの安定しにくい鼻眼鏡の欠点が許容されがたくなり、レンズを安定させるべくスプリングなどの工夫もされたが、結局、かつて忌み嫌われたテンプルが再発見され、鼻眼鏡は一般的でなくなっていった。21世紀初頭においても、鼻眼鏡は一般的でない。

## 実用性
鼻眼鏡の流行していた当時から、レンズを眼の前に固定する手段として鼻眼鏡は耳掛眼鏡ほど実用的でないことが知られていた。鼻眼鏡の長所として当時言われていたことは、掛け外しの手軽さ、見た目が良く洒落ていること、外見を極力変えずに視力を矯正できることであった。短所として指摘されていたことは、長時間の装用が耳掛眼鏡ほど快適になりがたいこと、顔つきによっては掛けられないこと、そして光学上の問題点であった。19世紀末にはすでに近視・遠視・老視のみならず乱視や斜位の矯正法も知られていたが、乱視や斜位の矯正では処方どおりの角度でレンズを眼前に固定することが求められるため、レンズが回転してしまいやすい鼻眼鏡はこれらの矯正に適さないことが指摘されていた。レンズが回転しやすい短所は、C-ブリッジ型の、ブリッジ自体がバネを兼ねる構造によるものであり、それを解消するためにバー・スプリング型を始めとするブリッジとバネを分離した形式が作られたが、重く不恰好であることが嫌われてなかなか一般化しなかった。鼻の上の落ち着きやすいところに置いただけではレンズと眼との間隔が正しくなるとは限らないことも光学上の問題点として指摘され、当初レンズと同一平面上にあった鼻当てを後方に片寄せたオフセット・ガードも工夫された。
19世紀末の書籍では、プリズムが不要で乱視もないか軽い人が適切に調整されたオフセット・ガードつきのものを掛けるならばとの条件つきで、縁無しの鼻眼鏡がもっとも「現代的」で端麗な眼鏡として推薦されていた。ガードによって引っ張ることで当時手術の難しかった蒙古ひだを「除去(remove)」することが可能だとする記述も見られる。

## 鎖や紐
落下に備えた安全策として、鼻眼鏡に鎖や紐を取り付けて掛ける人（参考写真）もおり、1879年にニューヨークの眼鏡商が発行したカタログには鼻眼鏡には標準でケースと絹紐が付属するとあるが、鎖などを付けずに掛ける人々（参考写真）も多かった。鎖などを付けても鼻眼鏡が鼻から外れること自体は防げないが、外れた後に地面まで落下して破損したり紛失したりすることを防ぐことができる。鎖や紐は右側だけに着けるのが一般的だった。鎖などの他端を固定する手段として、1912年のアメリカン・オプティカル・カンパニーのカタログでは、耳かけ(ear loop)、服に留めるホック(hook)、ヘアピン(hair pin)の3通りを紹介し、指定なき場合の鎖の長さを
- ヘアピン用で229ミリ（9インチ）
- ホック用で330ミリ（13インチ）
- 短いヘアピン用で203ミリ（8インチ）
- 耳かけ用で102ミリ（4インチ）

と記載している。

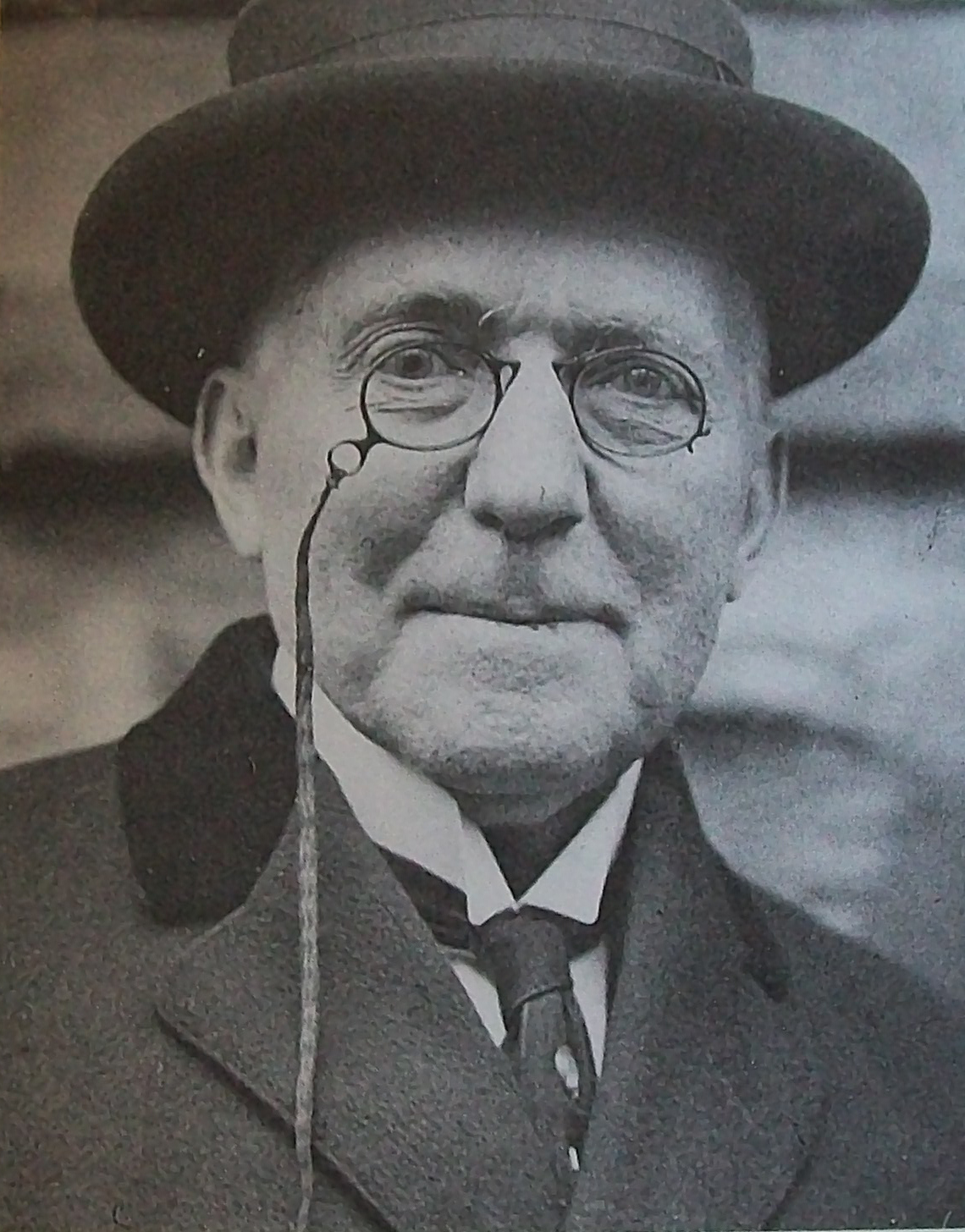
右のレンズ脇の「ハンドル」に紐を取り付けた鼻眼鏡（1913年）
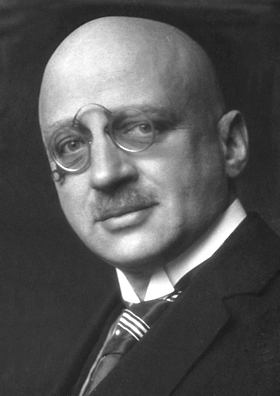
鎖などを付けない装着例（化学者フリッツ・ハーバー）
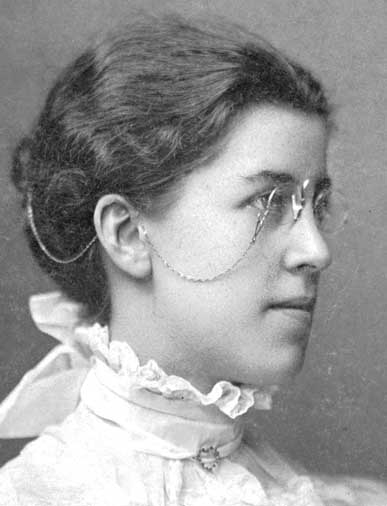
鼻眼鏡につけた鎖を耳に引っ掛けてから髪に留めているキャサリン・ライト

鎖も紐もヘアピンなどの金具と組み合わされ個装されて販売された他、金具なしの紐のみは個装のみならず、半ダースや1ダースの包装でも販売された。ヘアピンや耳掛け、ホックなどの金具にも様々な意匠のものが用意され、予め組み合わされた商品の他、好みの鎖の太さ・長さと金具を指定して注文することもできた。鎖・紐を環状にしてネックレスのように首からかけている写真も多く見られる。上に掲げたキャサリン・ライトの写真では、鎖をいったん耳にひっかけてから髪に留めている。鎖などの他端を固定する手段として、上記の三種の他に、カタログの他のページで「オートマチック・アイグラス・ホルダー」と称する、巻き尺のように鎖を巻き取る仕組みのものも紹介され、装飾の多寡の異なる数種が用意されていた。
1921年に眼科医フランク・G・マーフィーは、顔をより美しく見せるために鼻眼鏡を吊る鎖や紐の長さを加減すべきだと主張した。鎖や紐によって顔に線を描くことでその線の方向に顔が長く見える錯覚が起こるとの理論から、丸顔の人が鼻眼鏡をかける場合、丸顔を目立たなくするために鎖やひもを長くたるませて顔に縦の線を描くべきだとした。面長の人が鼻眼鏡をかける場合、鎖や紐を耳方向へたるみなく引っ張って顔に横の線を描くことが有効だと考えた。
鼻眼鏡の一般的でなくなった今日でも、似た例として補聴器や人工内耳体外装置の落下防止策として被服や頭髪へ紐で留めることがある。特に耳にかけずにもっぱら体内のインプラントへの磁石の吸着力に頼って装着する型の人工内耳体外装置では、紐で被服や頭髪に留めることが取扱説明書で紹介され、紐の取り付け部があらかじめ用意されている。

## ハンドル
右のレンズ脇の金具は英語でハンドル handle と呼ばれた。日本語ではつまみ、把手あるいは棹と呼ばれた。もともとは眼鏡を持つための持ち手だったが、もっぱら上述の鎖や紐を取り付ける金具として使われるようになり、小型・簡素化され、ついには省略されることもあった。左側のレンズ脇に鉤のあるものもあり、その場合、ハンドルに鉤をひっかけて二枚のレンズを重ねるようにして眼鏡を折りたたむことができた。
1912年のアメリカン・オプティカル・カンパニーのカタログに掲載された鼻眼鏡は、型式によって様々なハンドルが取り付けられていたり、またはハンドルが省略されていたりしたが、注文により好みのハンドルを取り付けることもできた。同カタログでは、当時の「良質」な鼻眼鏡のハンドルは最も簡素な1Hや、輪の根元にボール状の意匠を加えた5Hが一般的になってきており、装飾的なハンドルはその分減ってきたとしている。
同じカタログに縁のある鼻眼鏡のためのハンドル部品は26種が掲載され、型番は数字＋Hの形式であった。もっとも簡素な、紐を取り付ける輪に過ぎない1Hから始まって、18Hまで数字が大きくなるほど大きなものや意匠を凝らしたものになっていた。彫金を施したハンドルに対しては、例えば4Hに彫金を施したものに104Hというように別の型番が与えられ、金製の鼻眼鏡フレームでのみ注文可能であった。縁なしの鼻眼鏡のためにはハンドル部品が10種掲載され、型番はアルファベット＋Hの形式であった。紐を取り付ける輪に過ぎないAHから始まってNHに至るまで、後になるほど大きなものや装飾性の高いものになっていた。
縁なしの鼻眼鏡ではハンドルは注文なきかぎり省略されたが、その場合、右レンズの脇に紐などを取り付けるための穴(hole for cord)を空けることがあった。眼鏡レンズを縁なし眼鏡用に穴空け加工する際、穴の数はレンズ一組あたりの穴の個数で指定された。つまり、穴2つとは、2枚のレンズに穴をひとつずつ空けるという意味であった。穴の数の選択肢は、縁なしの耳掛け眼鏡用の四つ穴、縁なしの鼻眼鏡に紐などを取り付けない場合の二つ穴、そして縁なしの鼻眼鏡に紐を取り付けるための穴を加えた三つ穴の3通りであった。当時の眼鏡処方箋の書式には、丸で囲むだけで指定できるようにあらかじめこの3つの選択肢が記されていた。

## レンズの型
レンズの型には規格があった。小数点以下には出典によって差異があるが、1913年の書籍に掲載されたものを紹介すれば下表のとおりである。縦横比3:4ほどの横長の楕円が一般的だったが、近業の多い者には真円に近づけ縦方向の視野を拡げた短楕円が勧められた。短楕円はまた、PDすなわち両の瞳の間隔の狭い者にも勧められた。当時の眼鏡はレンズの大きさを変えることでレンズ中心の間隔と瞳の間隔を合わせたため、横長の楕円形のまま狭いPDに合わせて小さなレンズにすると縦方向の視野が狭くなりすぎたからである。1913年の書籍では、眉骨の飛び出た者のために短楕円の上辺を切り落とした木の葉型なども併せて紹介しながらも、楕円と短楕円より他の型を見た目が悪くグロテスクであるとして退けていた。遡って1824年の書籍も、レンズの形はまぶたの開口に似た楕円が最適であるとし、変形レンズを作ることを愚行であると批判していた。正円のレンズについても、正円のレンズのほうが研磨精度が高まるとの主張を俗説として退け、楕円のレンズも研磨段階では正円で、後から楕円に削るのが実際であると説明していた。

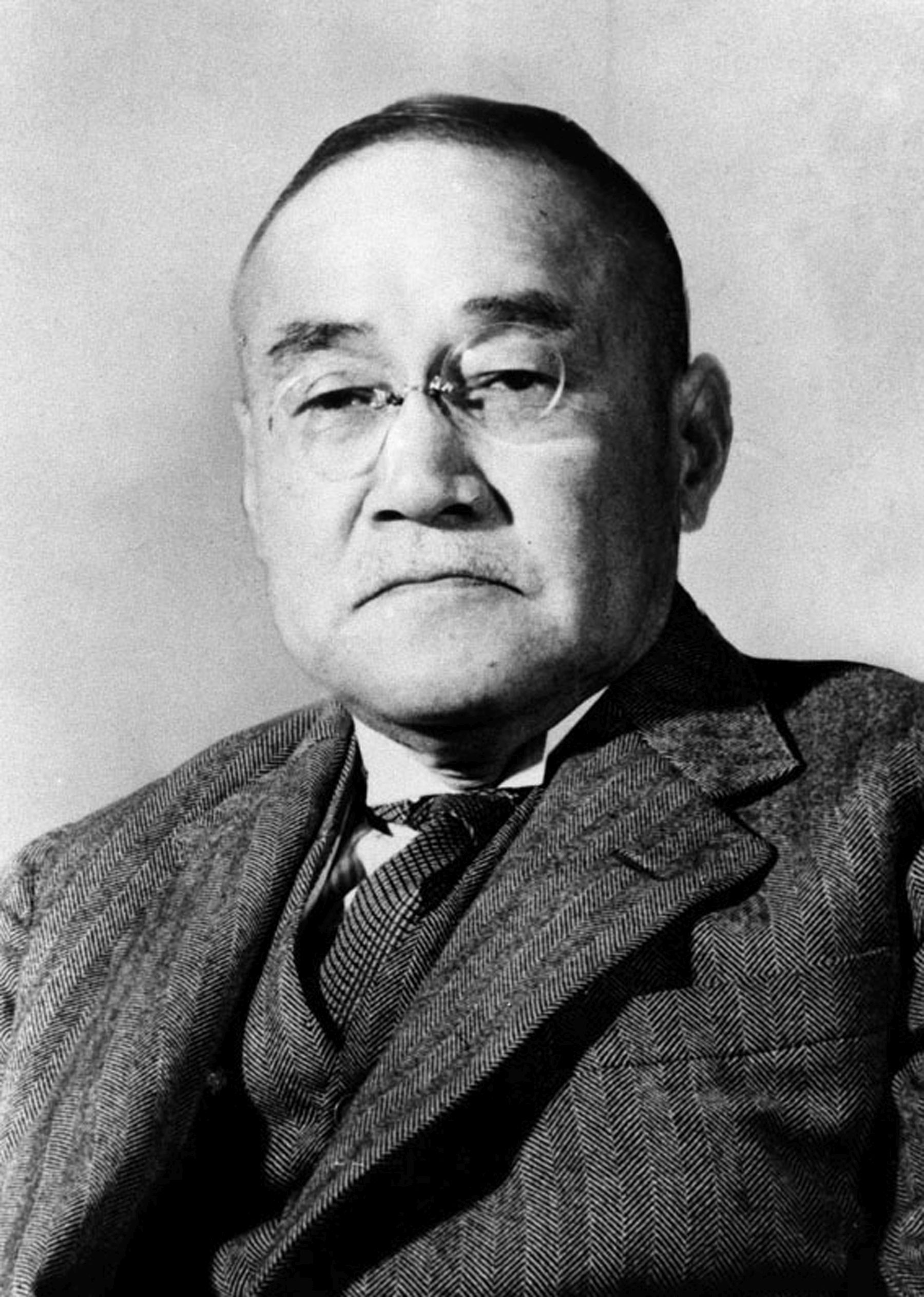
Hard-Bridge型の鼻眼鏡を着用している吉田茂
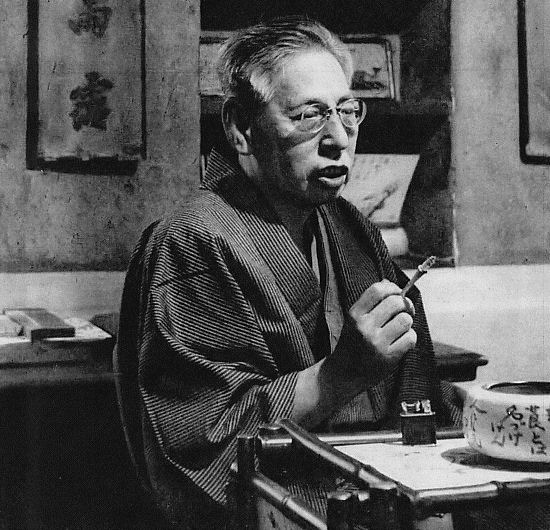
Hard-Bridge型の鼻眼鏡を着用している佐藤春夫

| 呼び名   | 縁あり用楕円 | 縁なし用楕円 | 短楕円    |
| -------- | ------------ | ------------ | --------- |
| ジャンボ | 46×38        | 46×38        | 44.5×39.5 |
| 0000     | 44.3×36      | 44×36        | 42.5×37.5 |
| 000      | 40.9×31.9    | 41×32        | 39.5×33.5 |
| 00       | 39.7×30.7    | 40×31        | 38.3×32.5 |
| 0        | 37.8×28.8    | 38.5×29.5    | 37×31     |
| 1        | 36.5×27.5    | 37×28        | 35.5×29.5 |
| 2        | 35×25.5      | -            | -         |
| 3        | 34×25        | -            | -         |
| 4        | 33×24        | -            | -         |
| A        | 39×25        | -            | -         |
| B        | 40×26        | -            | -         |
| C        | 37×21        | -            | -         |

## 日本において
1928年、眼科医石津寛は、日本人には鼻根の低い者が多いため、合わない鼻眼鏡を無理にかけて皮膚に不自然な皺をよらせ、容貌を崩してしまいがちで、日本人には鼻眼鏡の合う人が少ないようだとした。
1968年、大阪大学名誉教授の宇山安夫は、鼻眼鏡を眼鏡の種類として耳掛眼鏡に次いで大切だとしながらも、日本では鼻眼鏡を掛ける人はきわめて少ないと述べた。
日本の有名人では、吉田茂や後藤新平、佐藤春夫らが愛用していたことが有名である。今日の日本でもハード・ブリッジ型の鼻眼鏡を復刻させて製造・販売する眼鏡店があり、吉田茂を題材にしたテレビドラマの小道具としても採用された。多彩なバリエーションを揃えたフチなし眼鏡のシリーズの一環として販売している眼鏡店もある。

## 種類

### C-ブリッジ

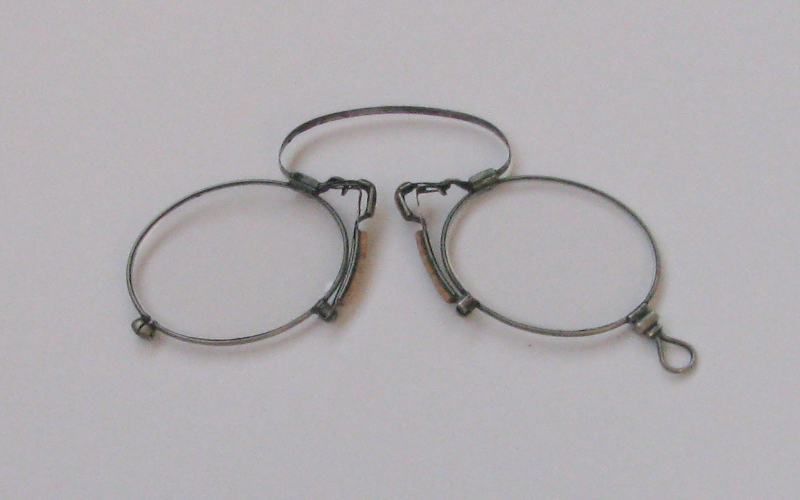
Cブリッジの鼻眼鏡

C-ブリッジ (C-Bridge)は鼻眼鏡のタイプとしては古い、シンプルな機構の型で1820年代から1940年代にかけて広まった。レンズとレンズをつなぐブリッジがCの字を横倒しにした形になっているのが名前の由来である。鼻眼鏡の流行期の書籍では、単にアイグラシズ、また標準型 eyeglasses (regular) と呼んだ。
金属ブリッジ自体が板バネになっており、当時の書籍ではC-ブリッジ型の鼻眼鏡のブリッジをスプリングと呼んだ。そのバネ圧によって鼻パッドで押さえ込む。左右の手で左右それぞれのリムを上下からつまんでブリッジを広げ鼻に当てた後、手を離すとバネが元に戻ろうとする力で鼻パッドが押さえ込まれる。ブリッジと鼻パッドの両方にバネ性を持たせたものもあった。年代が下るにしたがって、ブリッジに使える金属が多様化し、ブリッジが小さくなりデザイン的にも洗練されていった。1912年のアメリカン・オプティカル・カンパニーのカタログでは、Cスプリング型のバネだけでも概形を5種、断面形状を18種から選べるようになっており、長さも指定できるようになっていた。その他に"Fig. 8" Spring（8の字）、"S" Spring（S字）、"Keep Straight" Spring（正直）、Like Knot Spring （結び目状）と銘打った当時の特許を取得したとする4種も掲載され、弾力と保持力の両立や目立たなさといったそれぞれの特徴を宣伝していた。鼻パッドは挿絵のあるものだけでも80種以上から選べるようになっていた。
C-ブリッジは外したときと掛けたときとでブリッジの幅が変わるため、次のような手順で瞳孔間距離すなわちPDを合わせた。フィッティング・セットから使用者に適したブリッジを選び、鼻に合わせて調整した後、かけたままの状態で片方のレンズの内端からもう片方のレンズの外端までの距離を実測する。当時の眼鏡レンズの原則通り幾何学中心と光学中心が同一であれば今測った距離がその眼鏡の光学中心の間隔に等しい。それと使用者のPDとを比較し、両者に差異があれば、ブリッジとレンズの間に挟みこまれるスタッドと呼ばれる金具の大きさか、フチなしの鼻眼鏡ならばレンズ自体の幅を変更することで両者を一致させた。鼻当てを使用者の鼻の形に合わせて様々なものに付け替えられるようになっていた他、出目か奥目か普通かに合わせてブリッジに対するレンズの奥行きを変える金具も用意されていた。
縁なしの鼻眼鏡を作る場合、使用するマウンティングや鼻当てにもよるが、レンズに穴を空ける位置は、レンズの上下の中心より1/16インチから1/8インチ上方とするのが通常であった。特に遠近両用眼鏡や老眼鏡ではレンズの位置を下げるためにそうする必要があった。

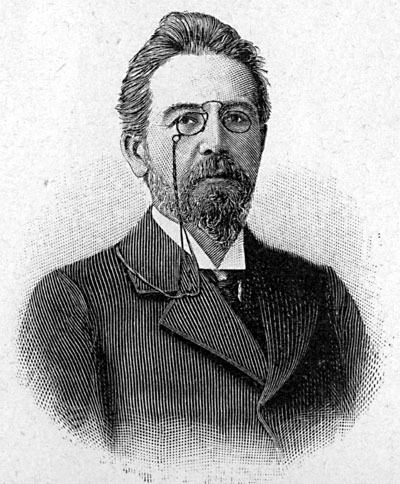
C-Bridge型の鼻眼鏡をかけているアントン・チェーホフ
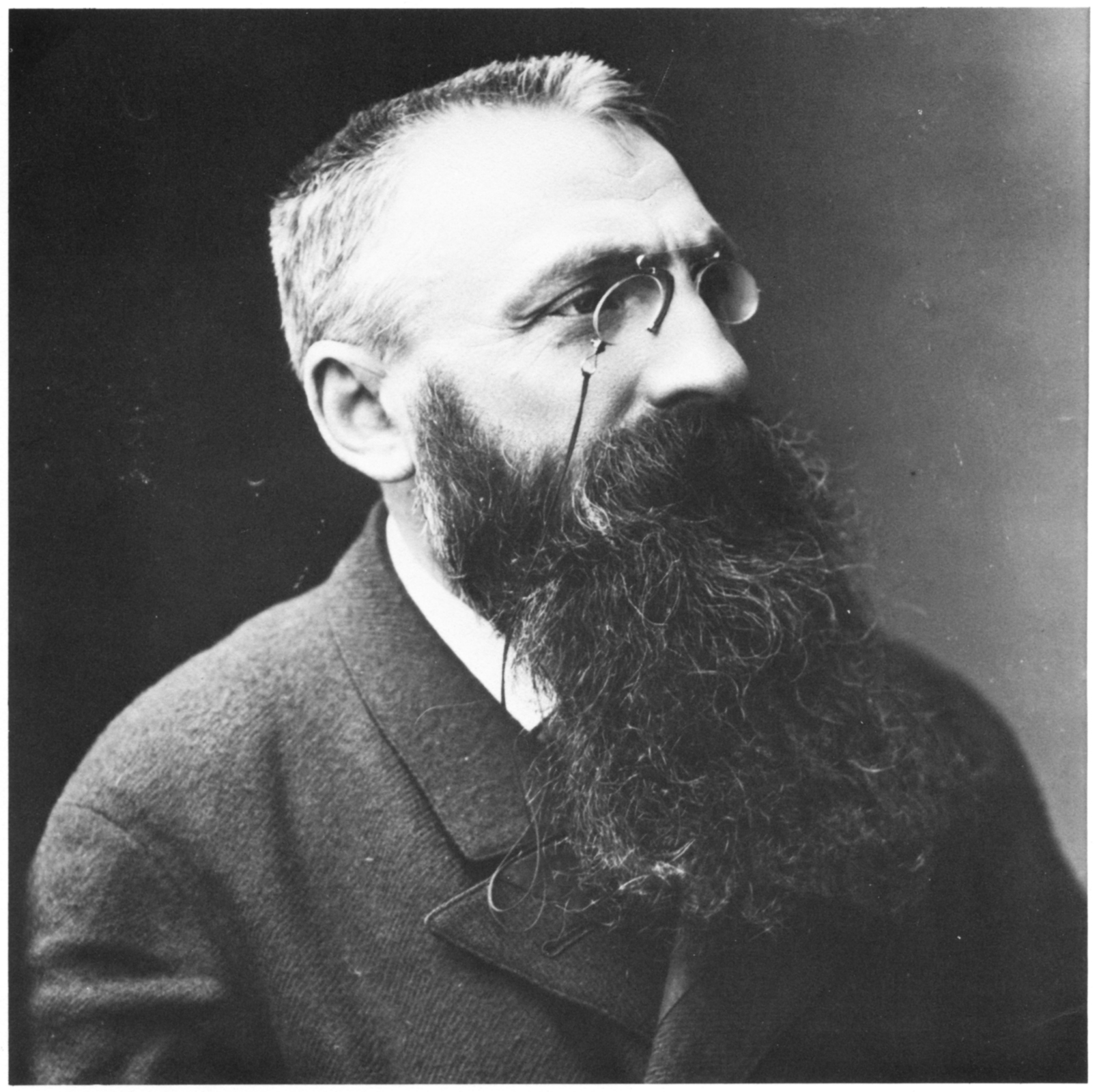
初期のC-Bridge型の鼻眼鏡を着用している オーギュスト・ロダン
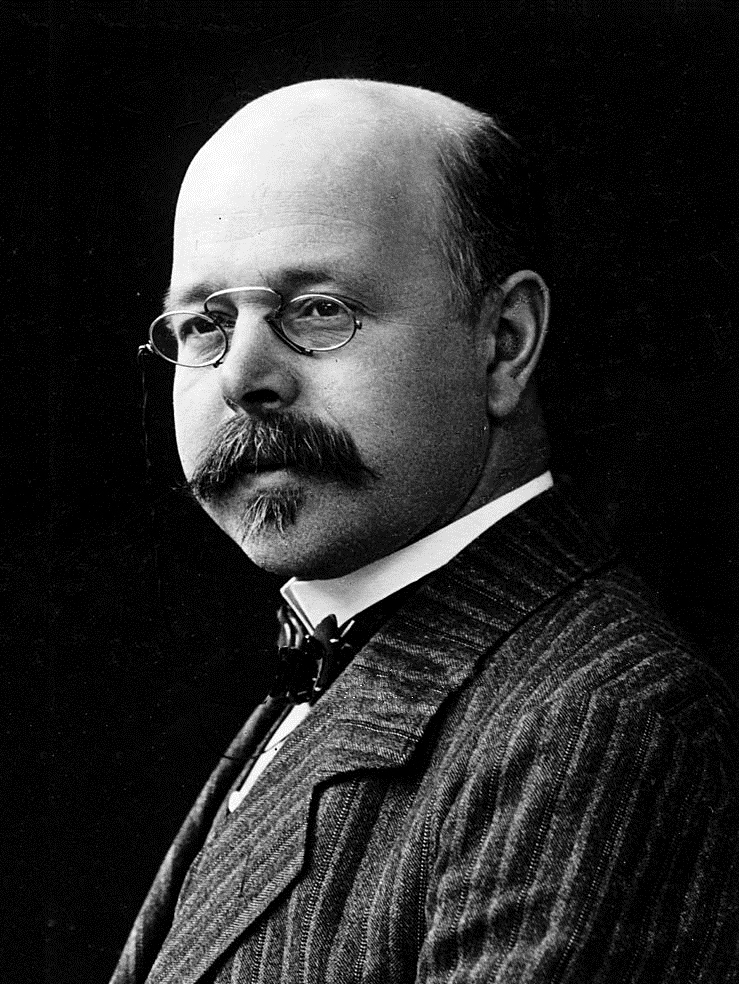
物理学者ヴァルター・ネルンスト

| - C-Bridge型の鼻眼鏡をかけているアントン・チェーホフ - 初期のC-Bridge型の鼻眼鏡を着用している オーギュスト・ロダン - 物理学者ヴァルター・ネルンスト |

### ハード・ブリッジ / フィンガーピース

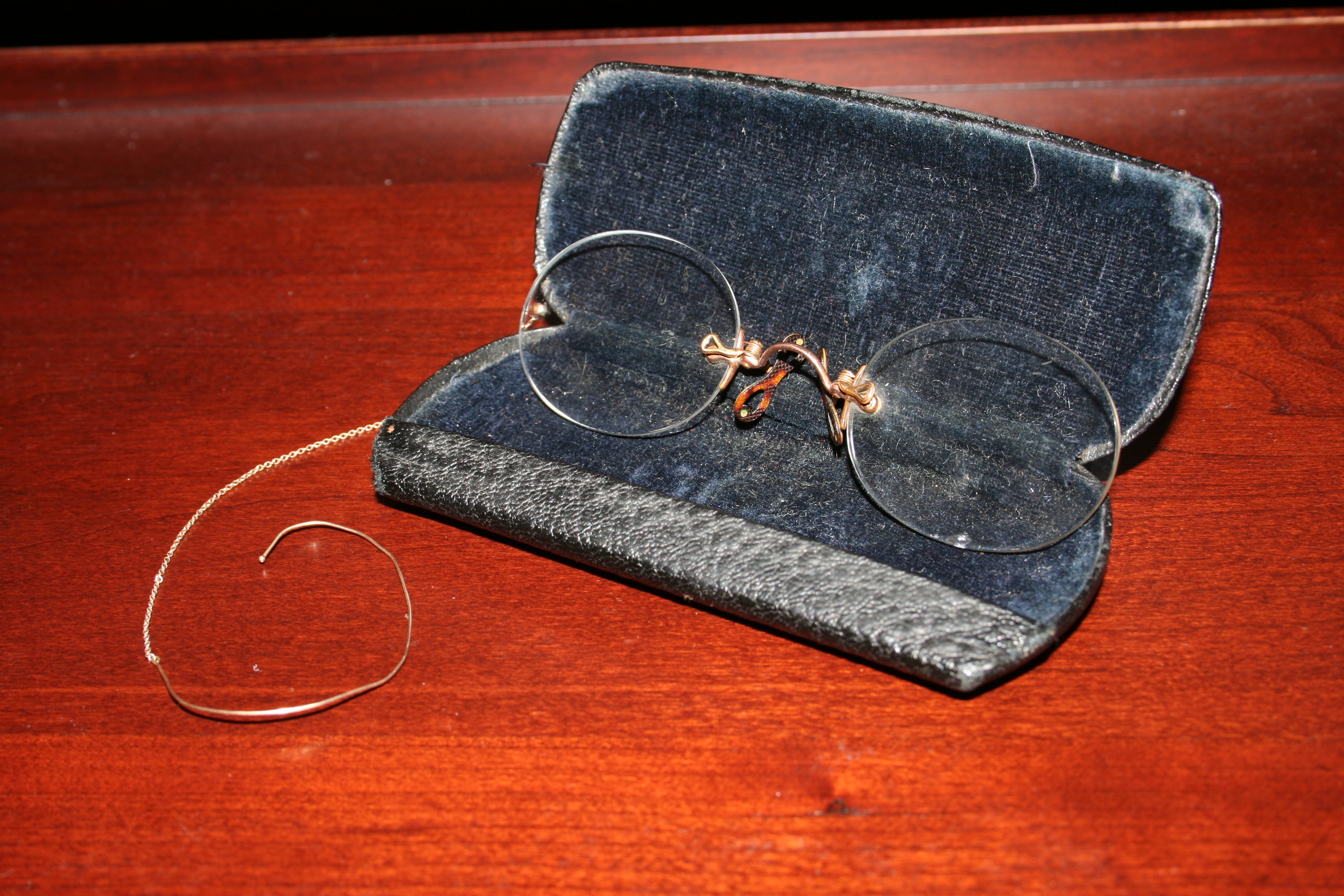
ハードブリッジ型の鼻眼鏡
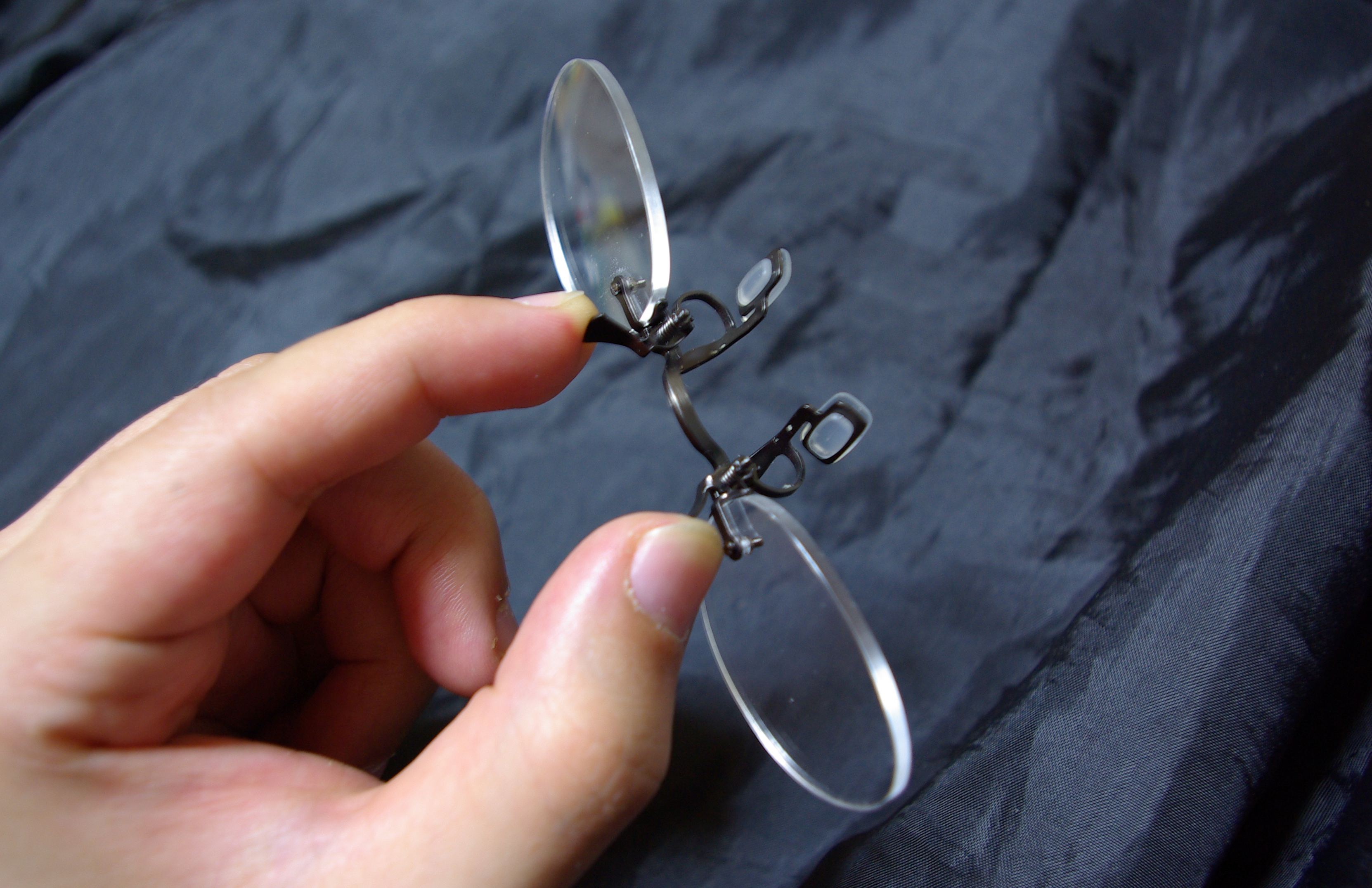
Hard-Bridge型の鼻眼鏡。表のツマミを挟んで持つ事で、裏の鼻パッドのバネを広げて装着する。

ハード・ブリッジ (Hard-Bridge)、フィンガーピース (Fingerpiece)、あるいは日本語で指操鼻眼鏡は、1890年代から1950年代にかけて広まり、鼻眼鏡のタイプとしては一番多く製造された一般的な型である。レンズとレンズをつなぐブリッジは現在のものと変わらないが、左右それぞれに独立した鼻パッドの機構があり、ねじりコイルばねによって鼻パッドで鼻を押さえ込む。フィンガーピースとはこの形式の鼻眼鏡の名称であると同時に、鼻パッドを開くためのツマミを指す部品名でもあった。表のつまみ、つまりフィンガーピースを指で挟むことで裏の鼻パッドを広げて鼻に装着し、つまみから指を離すと鼻パッドが圧着する。当時の解説書では、つまみを親指と人差し指だけでつまんでは落としやすいとして、つまみは親指と中指でつまんで、人差し指をブリッジに添えるべきだとしている。片手で持って装着できるという他の鼻眼鏡のタイプには無い利便性もあり、鼻眼鏡の中では一番ポピュラーで広まった型である。ただし、鼻パッドの機構が独立しており、他の鼻眼鏡よりも機構が複雑で調節がしにくく、内部の金属巻線が経年劣化のために折れやすいといった欠点も存在する。
装用者の鼻に合わせるため、同じ銘柄に複数のサイズ違いのブリッジが用意されていた。鼻眼鏡をかけられる全ての鼻に対応するためには、この銘柄のブリッジを数個、あの銘柄を数個用意するといった間違いを犯さず、一つの銘柄で用意された全てのサイズのブリッジを揃える必要があった。
1912年のアメリカン・オプティカル・カンパニーのカタログでは、レギュラーブリッジとショートブリッジそれぞれについて12種あるいは6種を取り合わせたフィッティングセットが用意されていた。レギュラーブリッジはインチ法に基づいて、当時の新製品であったショートブリッジはメートル法に基づいて、それぞれ各部の寸法に応じた型番が付けられていた。例えば、レギュラーブリッジの612番とは、0アイと呼ばれるサイズのレンズと組み合わせた場合の瞳孔間距離が2+6/16インチとなるべきブリッジ幅であり、ブリッジの高さが1/16インチであり、ブリッジの鼻に接する部分がレンズ面から2/16インチ前方に突出していることを表した。ショートブリッジの2023番とは、ブリッジの幅が20ミリメートル、高さが2ミリ、突出が3ミリであることを表した。レギュラー、ショートのいずれも、まず装用者の鼻にあったブリッジを選択した後、そのブリッジにどの大きさのレンズを組み合わせれば装用者のPDに一致するかを一覧表から拾ってレンズの大きさを決定する手順で説明されている。その名のとおりショートブリッジのほうがブリッジ幅が狭いので、同じ人に合わせた場合、ショートブリッジのほうがブリッジの狭さを埋め合わせるために大きなレンズを使う結果になった。
ブリッジの鼻に接する部分のレンズ面から突出する高さを選べるようになっているのはレンズが睫毛に触れたり眼から離れすぎたりしないためであった。レンズ面とブリッジ基部が同一平面上にあるレギュラーに対して、レンズ面よりブリッジ基部が内側すなわち眼球側に位置する構造をインセット inset と称し、睫毛に触れないようにレンズを外側に追いやるために選択された。レンズ面よりブリッジ基部が外側に位置する構造をアウトセット outset と称し、眼から離れすぎないようにレンズを内側に近づけるために選択された。
一方、他の書籍では、一覧表から拾うのではなく、実物の寸法を測定して適切なブリッジを選択するように求めていた。鼻に合ったブリッジを選択した後、そのブリッジに当時標準的だった0アイと呼ばれるサイズのレンズをはめてみて片側のレンズの外端からもう片方のレンズの内端までを実測する。当時の眼鏡レンズの原則通り光学中心と幾何学中心が同一であれば今測った寸法が光学中心の間隔に等しい。それを装用者の瞳孔間距離と比較して、両者に差異があればレンズの大きさを加減して両者を一致させた。例えば、前者が後者より1ミリ狭ければ、1ミリ大きい00アイのレンズにすることで一致させた。レンズを1ミリ大きくすれば、レンズの光学中心が左右それぞれ0.5ミリずつ外側へ移動し、都合1ミリ光学中心の間隔が広くなる。数ミリ以内の差異であれば規格サイズのレンズへの交換で吸収できたが、差異が大きい場合は規格外のレンズを作成して対応した。C-ブリッジと違って掛けたときでも外したときでも幅の変わるのは鼻当てだけでブリッジの幅は変わらないので、かけた状態で眼鏡のPDを実測する必要はなかった。

### バー・スプリング

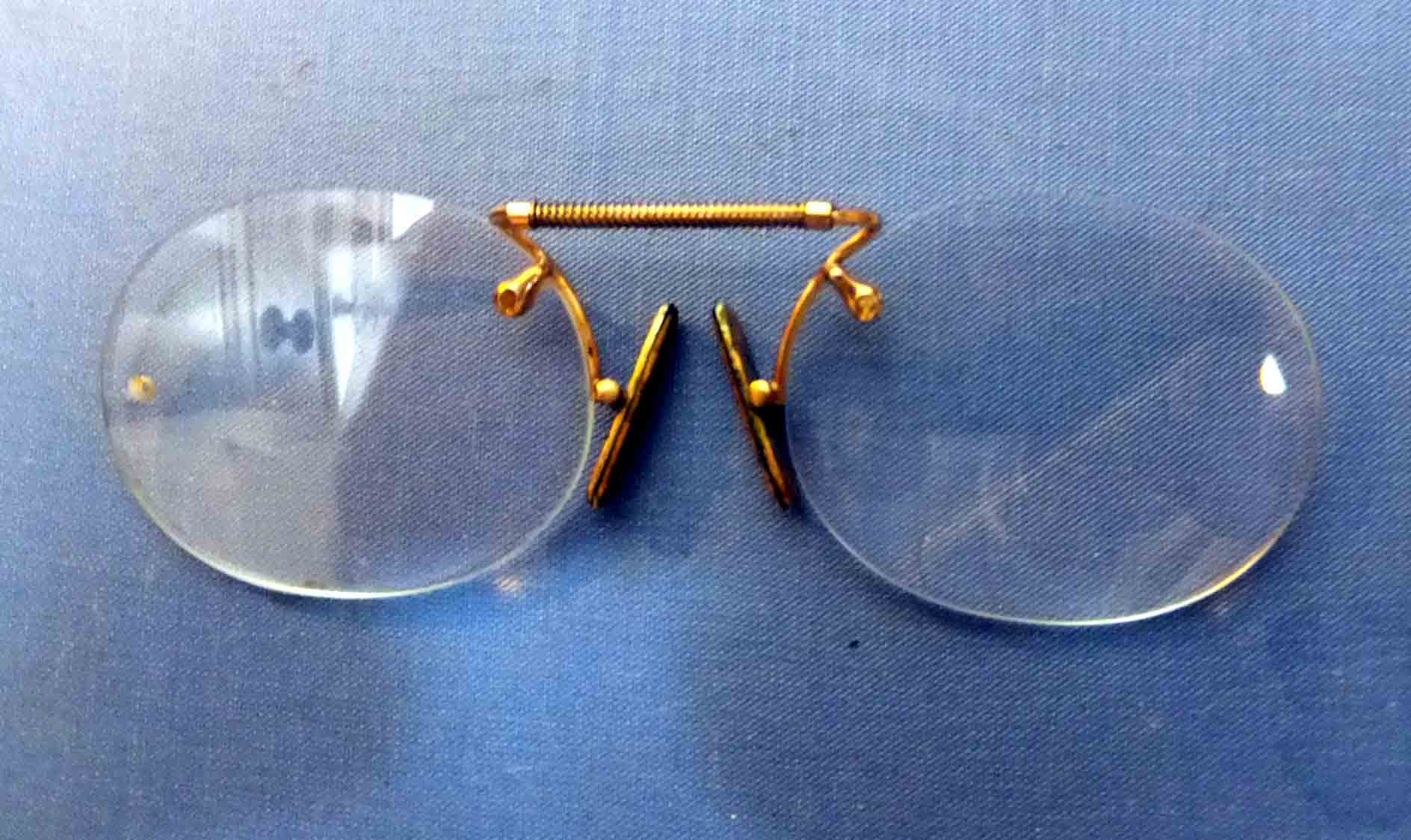
縁無しのバー・スプリング型

バー・スプリング (bar spring)型は、1890年代から1930年代にかけて広まった型で、両レンズを連結する上部の棒すなわちバーに圧縮コイルばねで縮もうとする力を与えたもの。装着方法はC-ブリッジ型と同様に両手でレンズを持ちバーを伸ばして装着する。バネを伸ばすにつれてレンズが回転してしまうC-スプリング型では斜位や乱視の矯正が正しくできない恐れがあるが、バー・スプリングは同じ角度を保ったまま伸縮するため乱視矯正(astigmatic correction)が可能である。そこからastig とも呼ばれた。

### オックスフォード眼鏡

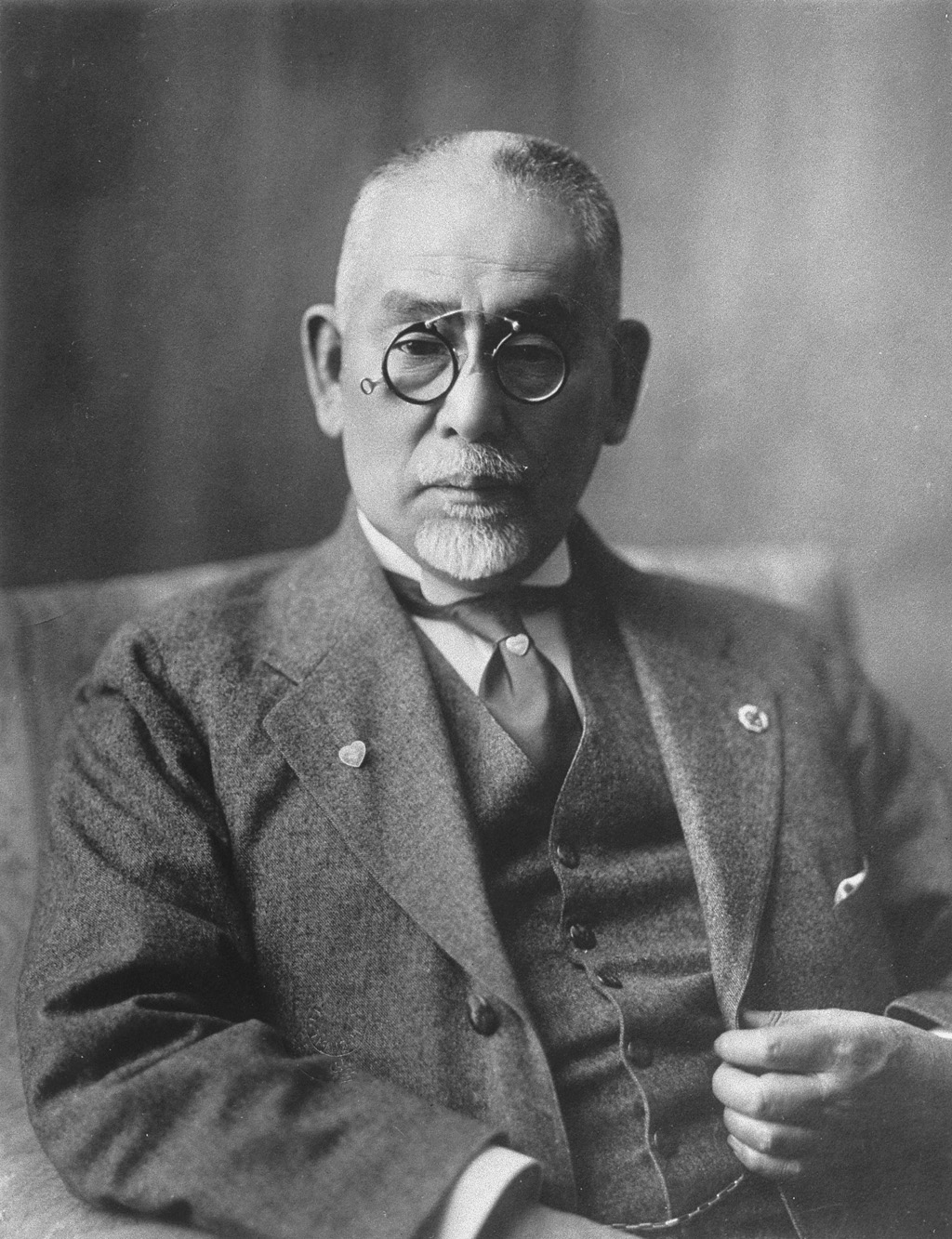
Oxford型の鼻眼鏡を着用している 後藤新平
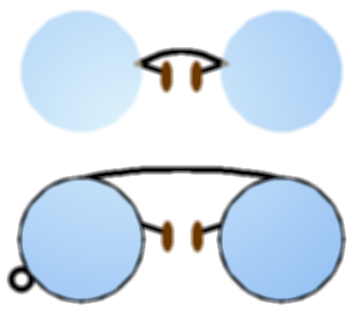
ハードブリッジ型(上)とオックスフォード型(下)の鼻眼鏡

オックスフォード眼鏡 (Oxford spectacles、または略してOxfords)は、1930年ごろに広まった型で、19世紀にオックスフォード大学の教授が誤って持ち手を折ってしまった柄付き眼鏡（オペラグラスの一種en:lorgnette）に鼻パッドとスプリングをつけて鼻の上に載せたのが始まりとされる。ただし、その証拠となるようなものはなく、噂話の域を過ぎるものではない。形状・機構としては上述したスプリング・ブリッジ型に近く、スプリングの代わりに一本の細い金属板で2つのレンズをつないでおり、その板バネの力で鼻パッドが鼻を押さえる。その多くは半分に折りたたんで留める事ができ、長いチェーンで首から提げたり、革ケースなどに入れて小さく携帯しやすいように作られている。その機構上から枠無しのものは作れない。

## ファッションとしての位置づけ
ロンドンの眼鏡商が1833年に発行した書籍では鼻眼鏡を耳掛眼鏡より略式(less formal)なものと位置づけている。一方、それからおよそ百年後の1935年にアメリカで発行されたカタログでは鼻眼鏡を礼装に最適(ideal for formal dress)なものと位置づけている。1940年の教育映画でも、礼装に適したものとして紹介している。
1921年に眼科医フランク・G・マーフィーは、鼻眼鏡をかけると耳掛け眼鏡より装用者が若く見えるとし、その理由を耳掛け眼鏡のテンプルが目尻のしわに似るからだとした。

## フィクションの中の鼻眼鏡
鼻眼鏡の一般的だった時代を舞台としたフィクションには、時代考証の結果として鼻眼鏡をかけた人物が登場する。例えば、19世紀のスイスおよびドイツを舞台にしたアニメ『アルプスの少女ハイジ』(1974)に登場するガヴァネスの女性ロッテンマイヤーは、鼻眼鏡に付けた紐か鎖を襟の後ろに留めているように描写されている。
鼻眼鏡の流行したビクトリア朝時代のイギリスを舞台としたフィクションとしては、シャーロック・ホームズシリーズの一編、『金縁の鼻眼鏡』(1904)で鼻眼鏡が犯人の手掛かりとなった。ビクトリア朝時代の風俗に現代と異なる科学技術を仮定したSFのジャンルであるスチームパンクとしては、アニメ映画『天空の城ラピュタ』(1986)のドーラや、同じく『スチームボーイ』(2004)のサイモンが鼻眼鏡をかけている。
1930年代には鼻眼鏡は一般的でなくなりつつあったが、この時期のイギリスを舞台にしたテレビドラマ『名探偵ポワロ』(1989-2013)では、主人公のポワロが手紙を読み書きするときなどに紐のついたバー・スプリング型の鼻眼鏡をかける。また、同時期に活躍した名探偵の一人、エラリー・クイーンも鼻眼鏡を愛用している。
鼻眼鏡の一般的に使用された最後の時代に当たる1944年に当時を舞台としてアメリカ陸軍航空軍第1映画部隊によって制作されたアニメーション映画『カモフラージュ』では、迷彩について講義する擬人化されたカメレオン、ミスター・カメレオンが鼻眼鏡をかけ、右レンズにつけた鎖か紐を襟に留めている。
鼻眼鏡をかける人物がほとんどいなくなった近現代、あるいは鼻眼鏡が再流行するか不明な未来を舞台にしたフィクションにも、鼻眼鏡をかけた人物が登場することがある。例えば、『機動戦士ガンダム』(1979)およびその続編に登場するデギン・ソド・ザビや映画『バーシャ! 踊る夕陽のビッグボス』(1995)の主人公マニカムの裏の顔「バーシャ」、映画『マトリックス』(1999)から始まるシリーズ三部作のモーフィアス、漫画『デスノート』の尾々井剛が鼻眼鏡のサングラスをかけている。他にも『ラブひな』の灰谷真之が鼻眼鏡を使用している。

## ギャラリー
これらの人物の多くは鼻眼鏡の人物が珍しくなかった時代を生きたため、鼻眼鏡が当時これらの人物の個性と捉えられていたとは限らない。フランクリン・ルーズベルトは、いとこのセオドア・ルーズベルトを踏襲して鼻眼鏡をかけていたが、これが近代における鼻眼鏡をかけた有名人の最後の例の一つであった。

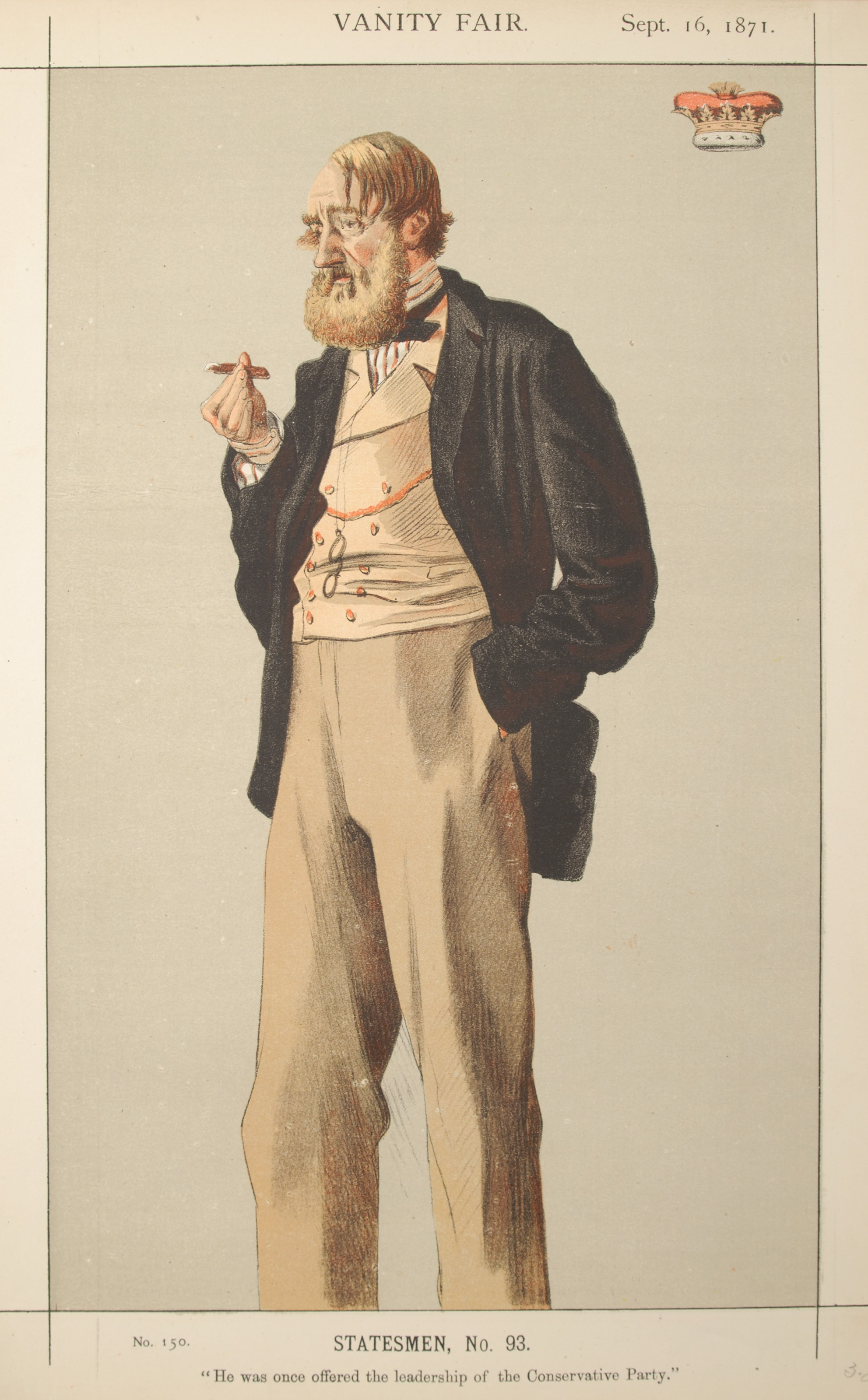
第6代ラトランド公。懐中時計の鎖の下に、首から下げたパンスネが描かれている。
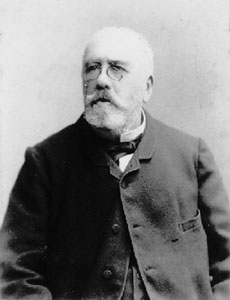
フォルチュネ・デュ・ボワゴベイ(フランスの作家)
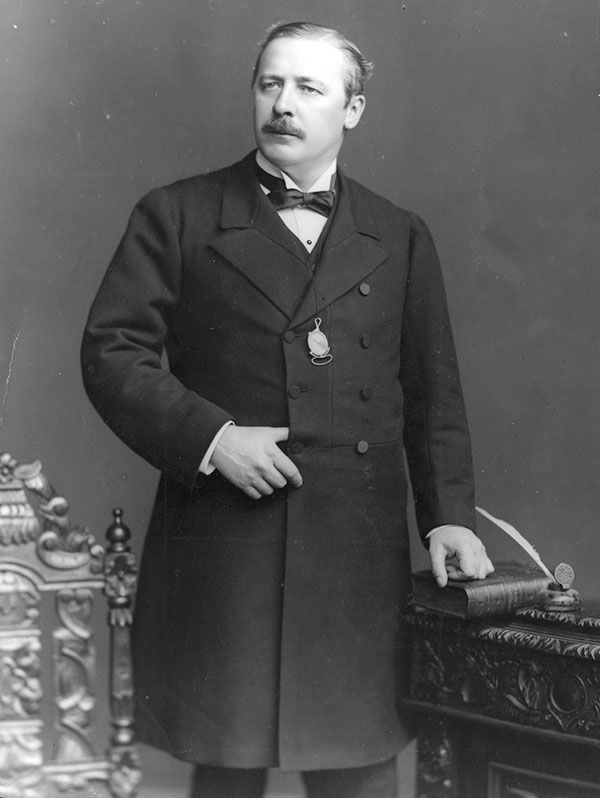
折り畳み式パンスネを首から下げている初代クローマー伯爵イヴリン・ベアリング
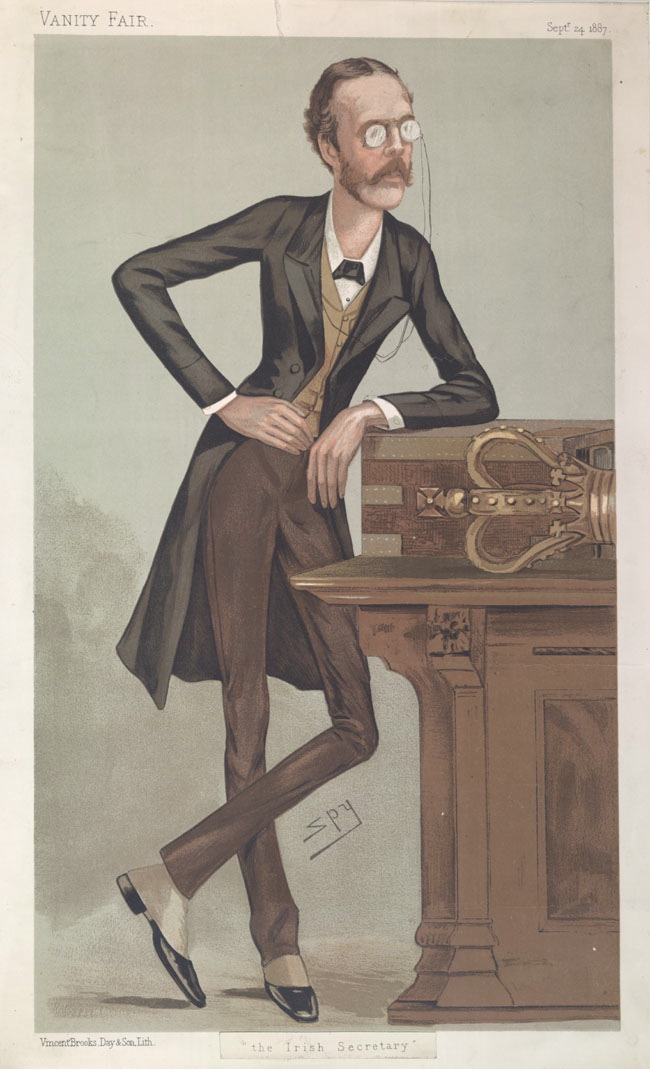
初代バルフォア伯爵アーサー・バルフォア
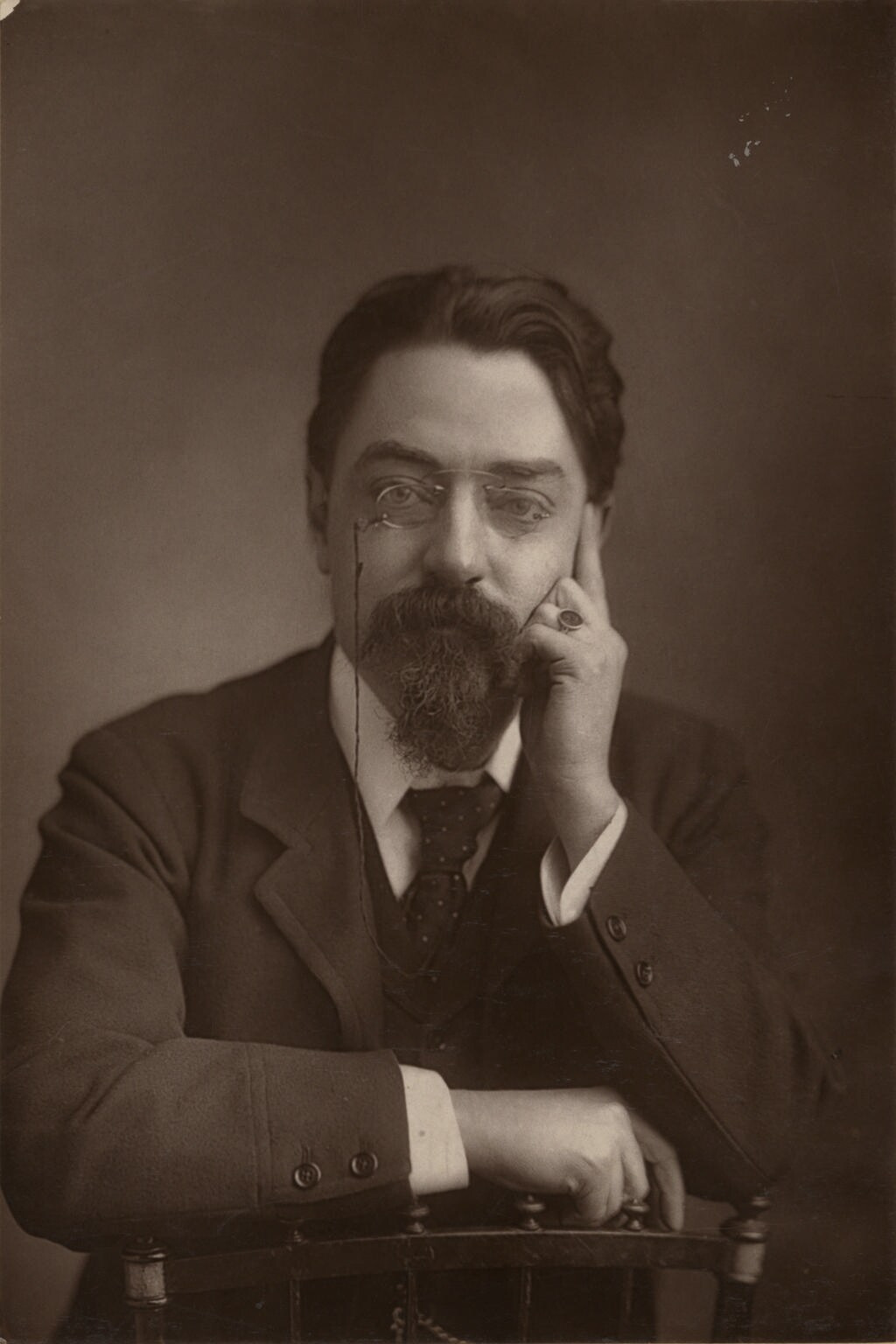
初代パスフィールド男爵シドニー・ウェッブ
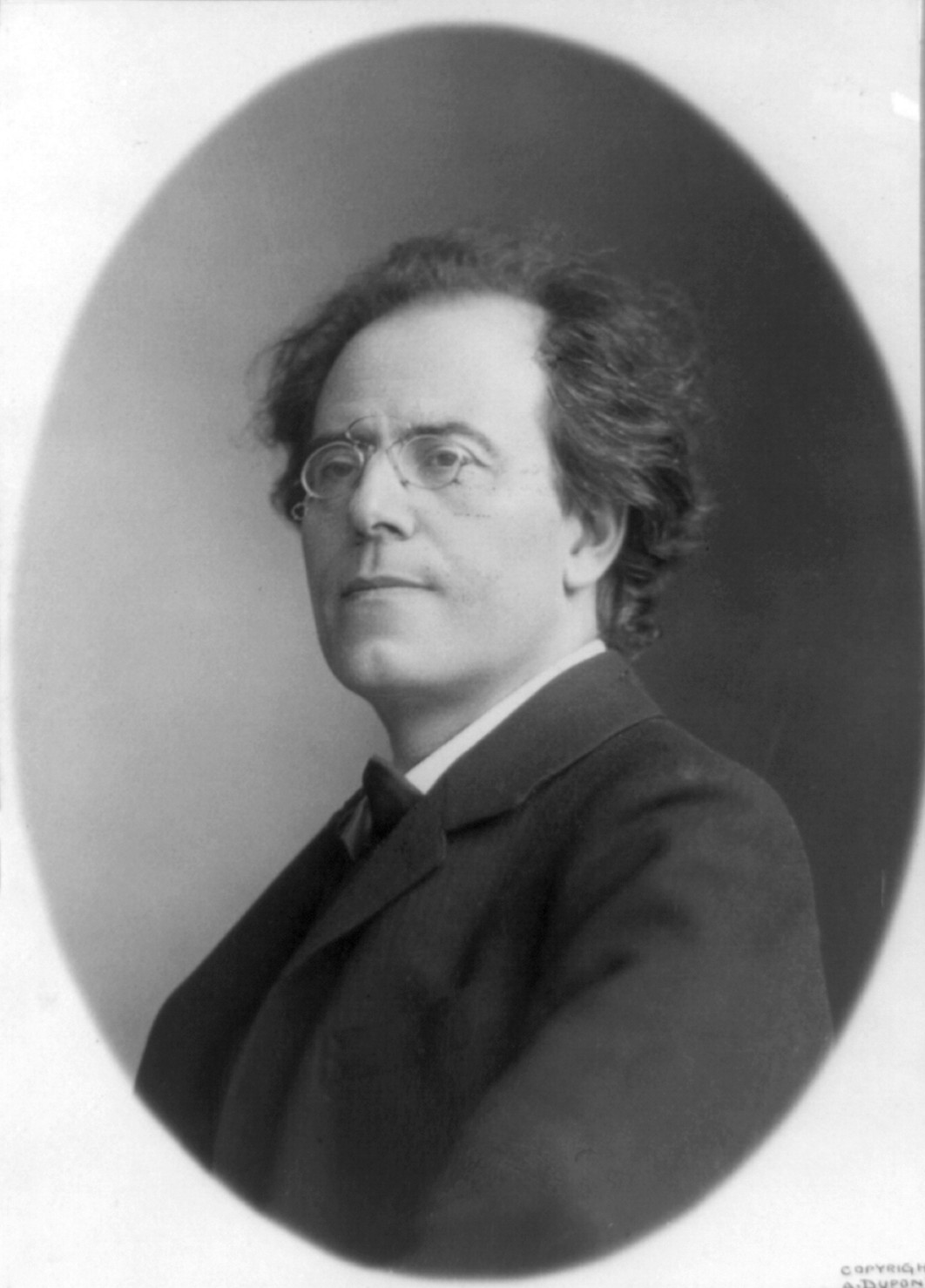
グスタフ・マーラー（オーストリアの作曲家）、Cブリッジを着用。
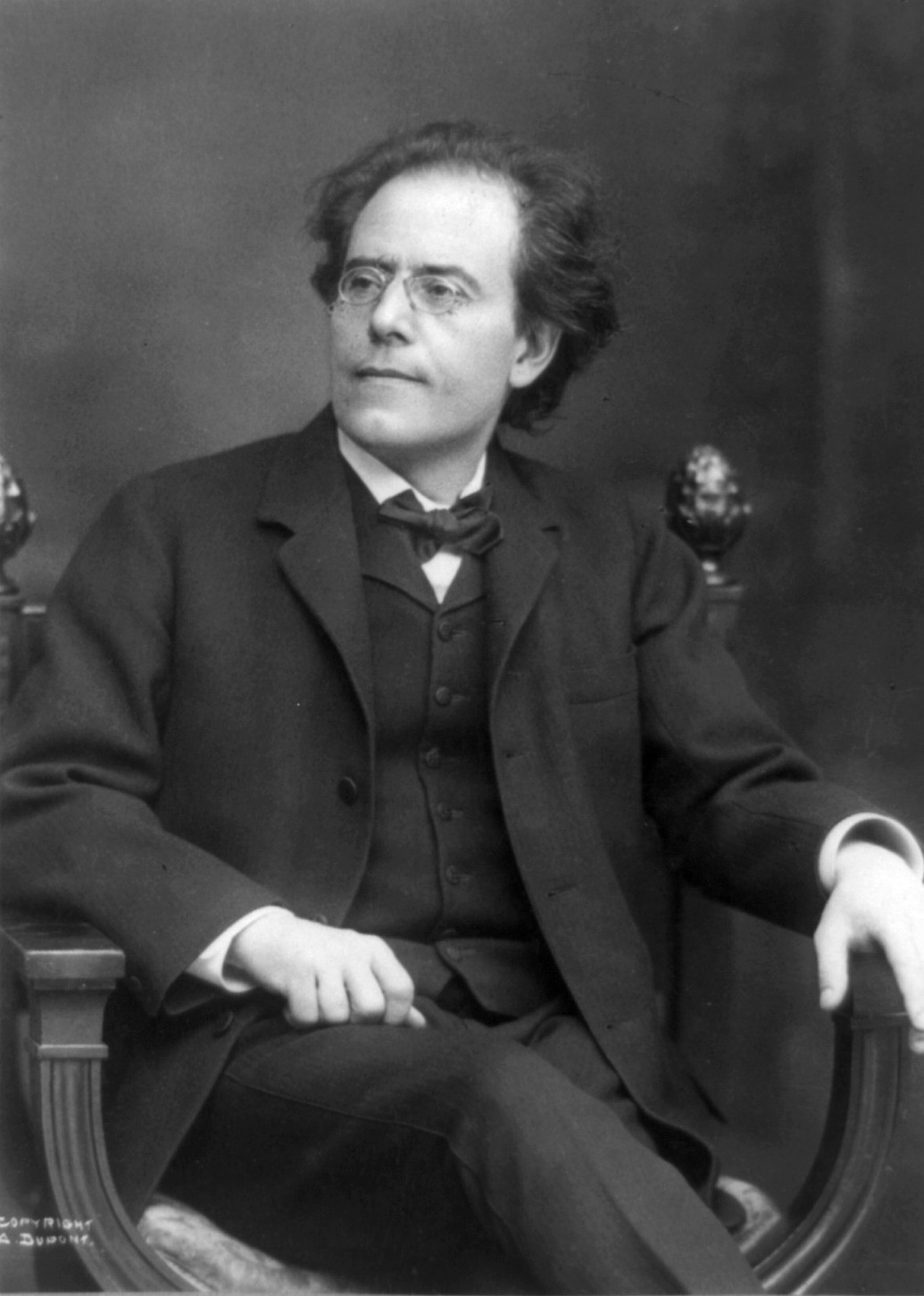
グスタフ・マーラー
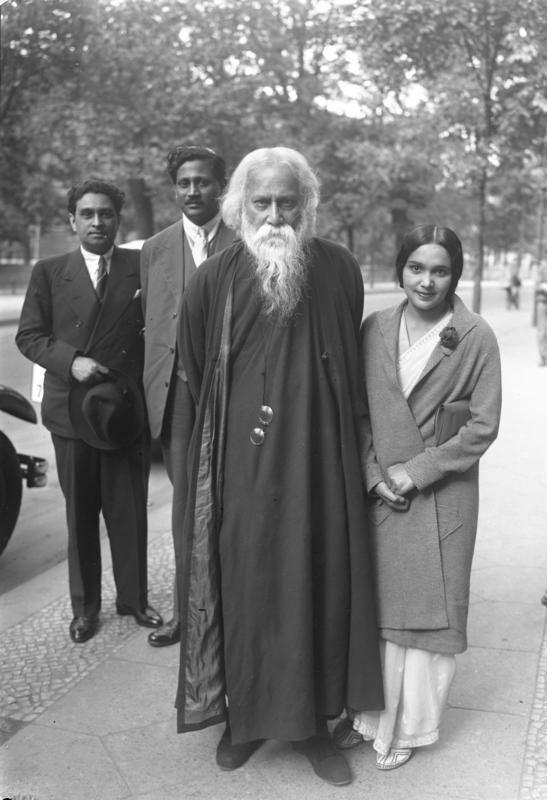
ノーベル文学賞受賞者、インドの詩聖ラビンドラナート・タゴール
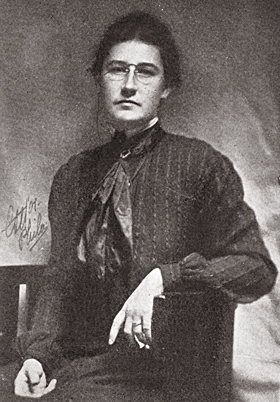
ジェシー・ウィルコックス・スミス
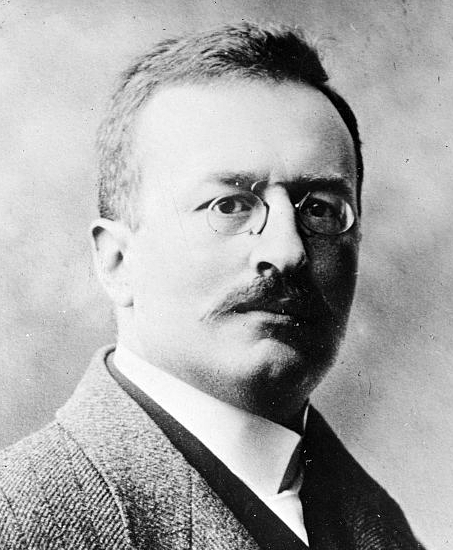
スヴェン・ヘディン
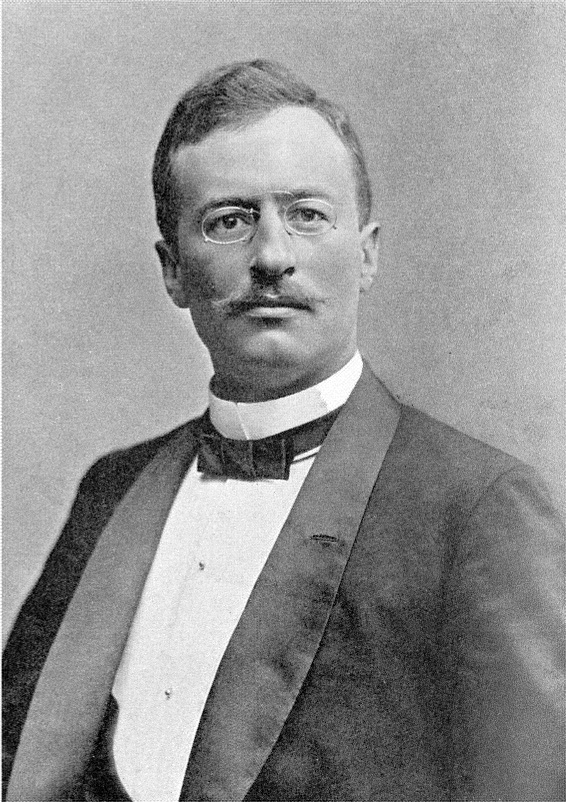
スヴェン・ヘディン
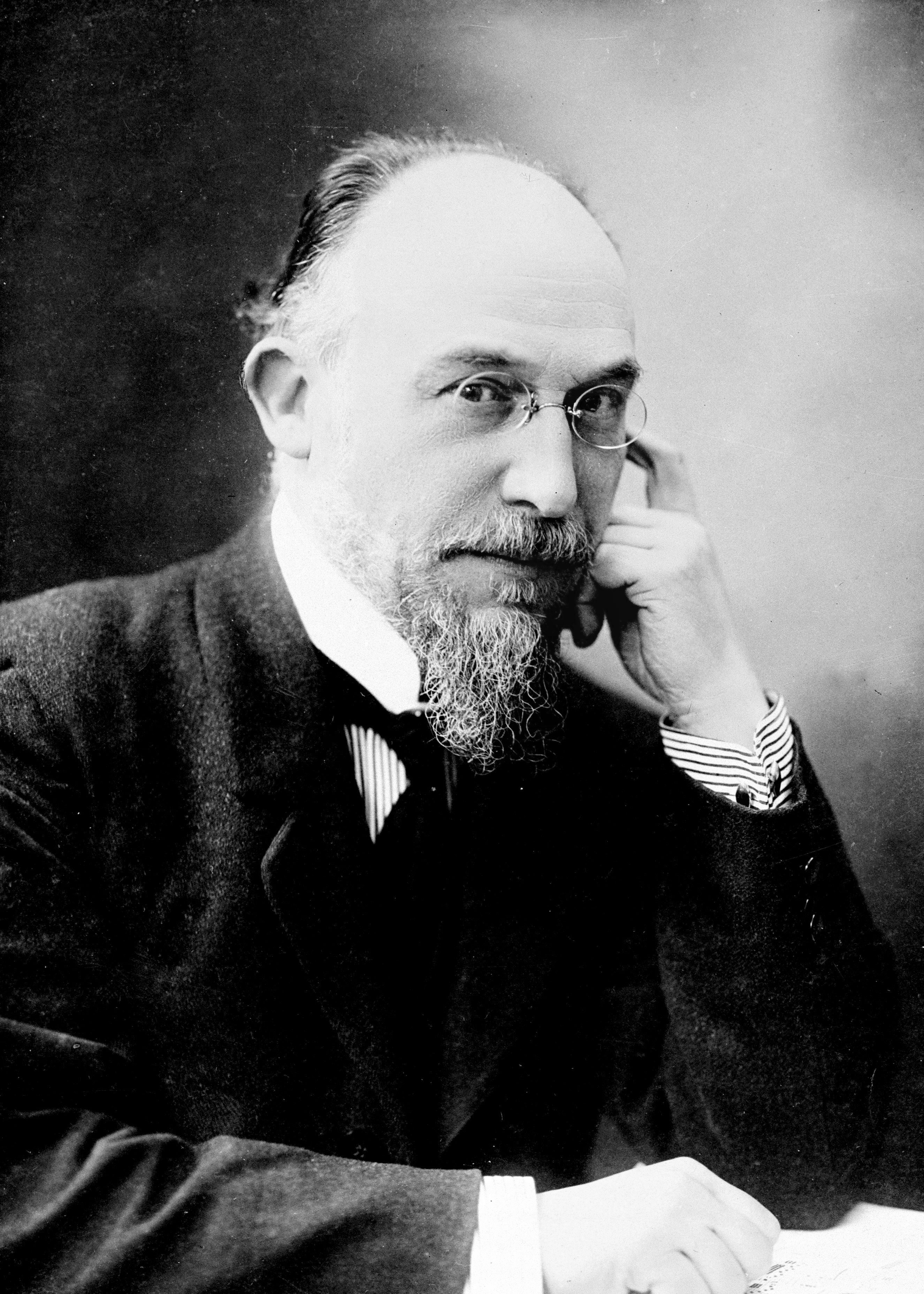
ハードブリッジ型を着用しているエリック・サティ
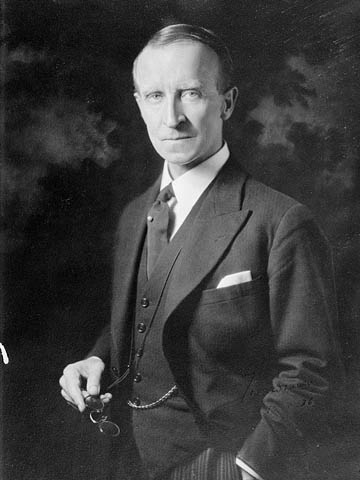
首から紐で提げたパンスネを手に持っている初代トゥイーズミュア男爵ジョン・バカン
アメリカ合衆国第32代大統領フランクリン・ルーズベルト
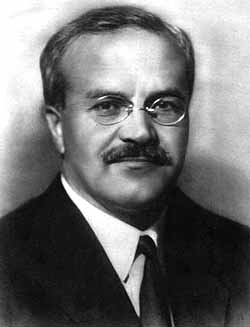
ヴャチェスラフ・モロトフ(ソビエト連邦の政治家)

## 商品及び役務の区分
日本の商標法施行規則に定める商品及び役務の区分では、鼻眼鏡およびその関連品は次のように位置づけられている。強調は引用者による。
- 第九類　科学用、航海用、測量用、写真用、音響用、映像用、計量用、信号用、検査用、救命用、教育用、計算用又は情報処理用の機械器具、光学式の機械器具及び電気の伝導用、電気回路の開閉用、変圧用、蓄電用、電圧調整用又は電気制御用の機械器具
  - 十　眼鏡
    - （一）　眼鏡
      - 運動用ゴーグル　コンタクトレンズ　サングラス　水中マスク　水中眼鏡　鼻眼鏡　普通眼鏡　防じん眼鏡

    - （二）　眼鏡の部品及び附属品
      - コンタクトレンズ用容器　つる　鼻眼鏡のマウント　鼻眼鏡用鎖　鼻眼鏡用ひも　眼鏡ケース　眼鏡ふき　レンズ　枠

米国の商標法では、第9類、コンピュータ及び理化学機器（Class 9: Computers and Scientific Devices）のうちの矯正眼鏡（Corrective eyewear）の中に位置づけられている。
- Class 9: Computers and Scientific Devices
  - Corrective eyewear, contact lenses, containers for contact lenses, eyeglass chains/pince-nez chains, eyeglass cases/pince-nez cases, eyeglass cords/pince-nez cords, pince-nez/eyeglasses, pince-nez mountings/eyeglass frames, spectacle cases, spectacle frames, spectacles [optics], Sunglasses, sunglasses, Lasers, lasers, not for medical purposes.

## 類似のもの
鼻載せ眼鏡 (Nose spectacles)
鼻眼鏡、さらには眼鏡の原型。15世紀から18世紀にかけて作られた。鼻パッドは無いか、あるいは簡素なもので調整できず、単純に鼻の上に載せて使用された。鼻を押さえる機構がないためにフィンチ型とは区別される。当然のことながら装着して歩いたりすることはできず、室内で読書をする時のために使われた。